# B細胞受容体

B細胞受容体(BCR)は、B細胞の表面に存在する膜貫通型タンパク質である。B細胞受容体にはCD79(オレンジ色)と免疫グロブリン(青色)の両方が含まれる。B細胞の細胞膜は緑色のリン脂質で示されている。B細胞受容体は、細胞の外側(細胞膜の上)と内側(細胞膜の下)の両方に広がっている。

B細胞受容体（英: B cell receptor、BCR）は、B細胞の表面に存在する膜貫通型タンパク質である。B細胞受容体は、タイプIの膜貫通型受容体タンパク質を形成する免疫グロブリン分子で構成されており、通常これらはリンパ球細胞の外表面に存在する。BCRは、生化学的なシグナル伝達を通じて、また免疫シナプスから抗原を物理的に獲得することにより、B細胞の活性化を制御する。B細胞は、受容体のクラスター化、細胞伸展、引っ張り力の生成、および受容体輸送のための生化学的モジュールを利用することで、抗原を収集および捕捉することができ、最終的にはエンドサイトーシスと抗原提示にいたる。B細胞の機械的活性は、BCR-抗原結合のダイナミクスを直接操作することにより、除去された抗原の量を調整する負と正のフィードバックのパターンに準じている。特に、グループ化と伸展は抗原とBCRの関係性を高め、それによって感度や増幅が試される。一方、引っ張り力は抗原をBCRから切り離し、抗原結合の質をテストする。
受容体の結合部分は膜結合抗体で構成されており、他の抗体と同様に一意でランダムに決定された2つの同一のパラトープ（抗体の抗原結合部位）を持っている。抗原に対するBCRは、B細胞の活性化、生存、成熟に必要な重要なセンサーとして働く。B細胞は、その受容体に結合する抗原（同族抗原）との最初の遭遇によって活性化し、細胞は増殖および分化して、抗体分泌形質B細胞とメモリーB細胞の集団を生成する。B細胞受容体（BCR）は、抗原との相互作用により2つの重要な機能を持つ。1番目の機能は、受容体のオリゴマー化の変化を伴うシグナル伝達である。2番目の機能は、抗原を処理してヘルパーT細胞にペプチドを提示するための内在化を仲介することである。

## B細胞受容体の発生と構造
B細胞の成熟における最初のチェックポイントは、機能的なpre-BCRの生成である。pre-BCRは、2本のサロゲート軽鎖と2本の免疫グロブリン重鎖で構成されており、後者は通常はシグナル伝達分子Ig-αおよびIg-βに結合している。骨髄で産生される各B細胞は、抗原に対する特異性が高い。BCRは、細胞表面に露出している膜タンパク質の多数の同一コピーとして見いだせる。

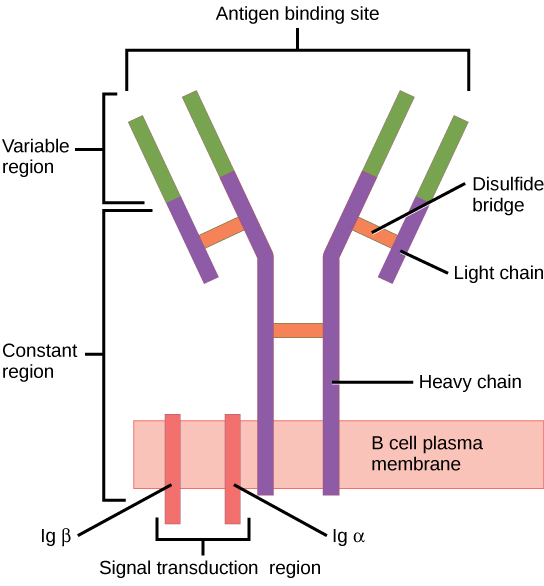
B細胞受容体の一般的な構造は、膜結合免疫グロブリン分子とシグナル伝達領域からなる。免疫グロブリンアイソタイプとシグナル伝達領域はジスルフィド結合が接続する。

B細胞受容体は、2つの部分から構成されている。
1. 1つのアイソタイプ（IgD、IgM、IgA、IgG、IgE）の膜結合型免疫グロブリン分子。膜内在性（英語版）ドメインの存在を除いて、これらは分泌型の単量体と同一である。
2. シグナル伝達部分：Ig-α（英語版）/Ig-β（英語版）（CD79（英語版））と呼ばれるヘテロダイマーで、ジスルフィド結合によって接続している。ダイマーの各メンバーは細胞膜にまたがり、免疫受容体チロシンベースの活性化モチーフ（英語版）（ITAM）を持つ細胞質尾部を持っている[6][7]。

より分析的には、このBCR複合体は、2本の免疫グロブリン軽鎖（IgL）と2本の免疫グロブリン重鎖（IgH）からなる膜免疫グロブリン（mIg）として知られる抗原結合サブユニットと、Ig-αとIg-βの2つのヘテロダイマーサブユニットから構成されている。mIgM分子が細胞表面に輸送されるためには、Ig-αとIg-βがmIgM分子と結合している必要がある。Ig分子を生成しないプレB細胞は通常、Ig-αとIg-βの両方を細胞表面に持っている。
ヘテロダイマーは、他のプレB細胞特異的タンパク質との会合または組み合わせとして、あるいは単独でB細胞内に存在し、それによってmIgM分子を置き換えることができる。BCRのうち、抗原を認識する部分は、V, D, Jと呼ばれる3つの異なる遺伝子領域で構成されている。これらの領域はすべて、免疫系にとって例外的な組み合わせプロセス中で、遺伝子レベルで組み換えられ、スプライシングされる。これらの領域をそれぞれコードする遺伝子がゲノム上に多数存在し、さまざまな方法で結合することで、多様な受容体分子を生み出すことができる。体内では、利用可能な遺伝子よりもはるかに多くの抗原に遭遇する可能性があるため、この変種の産生は非常に重要である。このようなプロセスを通じて、体は抗原認識受容体分子の複数の異なる組み合わせを生成する方法を見つける。BCRの重鎖再配列は、B細胞の発達の初期段階を伴う。短いJH（結合）領域とDH（多様性）領域は、酵素RAG2およびRAG1に依存したプロセスで、初期プロB細胞で最初に組み換えられる。D領域とJ領域の組み換え後、この細胞は後期プロB細胞と呼ばれるようになり、短いDJ領域をVH遺伝子の長いセグメントと組み換えられるようになる。
BCRには、エピトープの表面と受容体の表面の相補性に依存する特徴的な結合部位があり、この相補性は非共有結合力によって発生することがよくある。成熟したB細胞は、特異的な抗原がない場合には、限られた時間しか末梢循環の中では生き残れない。これは、この時間内に細胞が抗原に出会わないと、アポトーシスを起こすためである。末梢循環において、アポトーシスがBリンパ球の最適な循環を維持する上で重要であることは注目に値する。構造上は、抗原に対するBCRは、分泌された抗体とほぼ同じである。ただし、重鎖のC末端領域は、膜の脂質二重層に広がる短い疎水性ストレッチで構成されているため、独特な構造上の相違がある。

## B細胞受容体のシグナル伝達経路

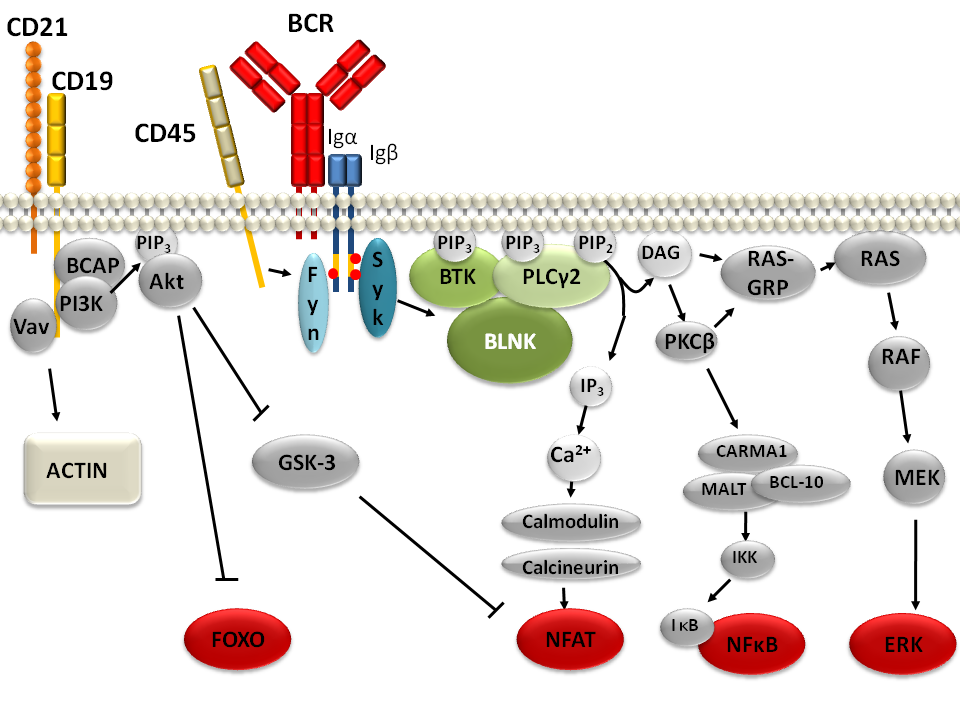
B細胞受容体のシグナル伝達経路の概略図を示す。BCRが凝集すると、Blk、LYN、FYNなどのSrcファミリーキナーゼや、SYK、BTKなどのチロシンキナーゼが迅速に活性化される。このプロセスでは、前述のチロシンキナーゼ、BCR、アダプタータンパク質（例：BLNKやCD19）、およびシグナル伝達分子（例：P13K、PLCy2、VAVなど）からなる「シグナロソーム」の形成を触媒する。

B細胞受容体がたどることができるいくつかのシグナル伝達経路が存在する。B細胞の生理機能は、B細胞受容体の機能と密接に関連している。BCRシグナル伝達経路は、BCRのmIgサブユニットが特定の抗原と結合することで開始される。B細胞受容体の最初の誘発は、非触媒チロシンリン酸化受容体ファミリーのすべての受容体で類似している。この結合現象により、Blk、Lyn、FynなどのSrcファミリーのチロシンキナーゼ (英語版) によって、結合したIg-α/Ig-βヘテロダイマーサブユニット中での免疫受容体チロシンベースの活性化モチーフ（ITAM）のリン酸化が可能になる。BCR-抗原結合がリン酸化を誘導する仕組みについては、抗原結合に伴う受容体の構造変化や複数の受容体の凝集など、複数のモデルが提案されている。チロシンキナーゼSykは、リン酸化されたITAMに結合して活性化され、複数の部位で足場タンパク質BLNKをリン酸化する。リン酸化後、下流のシグナル伝達分子がBLNKとして動員され、その結果、BLNKが活性化され、シグナルが内部へ伝達される。
1. IKK/NF-κB転写因子経路： CD79（英語版）などのタンパク質、マイクロシグナロソームは、BCRによる抗原認識後、c-SMACに結合する前にPLC-γ（英語版）を活性化する。  次に、PIP2をIP3とDAG（ジアシルグリセロール）に切断する。IP3は、細胞質基質内のイオン性カルシウムを劇的に増加させるセカンドメッセンジャーとして機能する（小胞体からの放出またはイオンチャネルを介した細胞外環境からの流入により）。 これにより、カルシウムとDAGから最終的にPKCβ（英語版）が活性化される。PKCβは、NF-κBシグナル伝達複合体タンパク質CARMA1（英語版）（CARMA1、BCL10、MALT1からなる複合体自体）を（直接的または間接的に）リン酸化する。これらの結果、CARMA1/BCL10/MALT1複合体にも関連するいくつかのユビキチン化酵素によって、IKK（IkBキナーゼ）、TAK1が動員され召集される。MALT1自体は、NF-κBシグナル伝達の阻害タンパク質であるA20を切断するカスパーゼ様タンパク質である（NF-κBのユビキチン化基質を脱ユビキチン化することで作用し、阻害効果を持つ）。TAK1は、ユビキチン化酵素によってシグナル伝達複合体に取り込まれた後、IKK三量体をリン酸化する。次に、IKKは、IkB（英語版）（NF-κBの阻害剤であり、NF-κBに結合している）をリン酸化し、タンパク質分解の目印を付けることでその破壊を誘導し、細胞質基質のNF-κBを遊離させる。その後、NF-κBは核に移動して特定の応答配列でDNAに結合し、転写分子の動員を誘発し、転写プロセスを開始する。
2. BCRにリガンドが結合すると、タンパク質BCAPのリン酸化につながる。これにより、ホスホチロシン結合SH2ドメインを持ついくつかのタンパク質が結合と活性化が起こる。そのタンパク質の一つがPI3Kである。PI3Kが活性化されると、PIP2がリン酸化され、PIP3が形成される。PH（プレクストリン相同性）ドメインを持つタンパク質は、新たに生成されたPIP3と結合して活性化することができる。その中には、細胞周期の進行を促すFoxOファミリーのタンパク質や、グルコース代謝を促進するプロテインキナーゼDなどが含まれている。PHドメインを持つもう一つの重要なタンパク質はBam32である。Bam32は、Rac1やCdc42などの低分子GTPaseを動員して活性化する。これらは、次に、アクチンの重合を変化させることによるBCR活性化に伴う細胞骨格の変化に関与する。

## 悪性腫瘍におけるB細胞受容体
B細胞受容体は、さまざまなB細胞由来のリンパ系癌の病因に関与していることが示されている。抗原結合による刺激が悪性B細胞の増殖に寄与している可能性もあるが、BCRの抗原非依存的な自己会合が、B細胞新生物の増加における重要な特徴であることを示唆する証拠が増えている。B細胞受容体シグナル伝達は、現在、さまざまなリンパ系新生物の治療標的となっている。

## 参照項目
- T細胞受容体
- 細胞表面受容体